# Горгиу, Алина
Алина Горгиу (рум. Alina Gorghiu; род. 16 сентября 1978, Текуч, Галац) — румынский политический и государственный деятель. Председатель Национальной либеральной партии Румынии с декабря 2014 года по декабрь 2016 года. В прошлом — министр юстиции Румынии (2023—2024), временно исполняла обязанности спикера Сената Румынии (2022—2023). Являлась членом Палаты депутатов Румынии от Бухареста с декабря 2008 года по декабрь 2016 года. С 2016 года представляет жудец Тимиш в Сенате Румынии.

## Биография
Родилась в Текуче. В 1997 году окончила Национальный колледж Влайку-Водэ в Куртя-де-Арджеше. Затем поступила на юридический и административный факультет Христианского университета им. Димитрие Кантимира и в аспирантуру на юридическом факультете Бухарестского университета, а с 2004 по 2008 год работала над получением степени на факультете экономики, права и управления Университета Питешти. Имеет степень магистра коммуникаций и связей с общественностью Национальной школы управления и политических наук Бухареста (2007 год). В 2006 году начала работать над докторской диссертацией по уголовному праву на юридическом факультете Ясского университета она получила степень в 2012 году.
В 2002—2003 годах проходила стажировку в должности юриста в Бухаресте, а затем работал в этой должности с июня 2003 года по декабрь 2004 года в фирме Богдана Олтяну. В 2004 году стала главным юристом консалтинговой фирмы по вопросам бизнеса и управления в столице страны. С января 2005 по июль 2007 года работала юристом в компании Gorghiu, Pop and Associates, занимаясь коммерческим, гражданским и уголовным правом. Затем работала советником президента Управления по возвращению государственных активов до декабря 2008 года. В 2008 году стала арбитром в Международном арбитражном суде и аккредитованным посредником, а также стала членом Управления посредничества и арбитража на кафедре юридического факультета Университета Титу Майореску. В январе 2009 года вернулась в компанию Gorghiu, Pop and Associates, а также работала в агентстве по делам о несостоятельности.
Присоединилась к Национальной либеральной партии в 2002 году и занимала две выборные должности. С 2004 по 2008 год была членом местного совета Сектора 5 в Бухаресте. Затем в 2008 году была избрана в Палату депутатов. Там работала вице-председателем комитета по расследованию злоупотреблений и коррупции, а также по рассмотрению петиций. Также была председателем следственной комиссии по проверке сумм денег, выплаченных Министерством молодежи и спорта на основании документов, подписанных министром Моникой Якоб Ридзи, за организацию фестиваля «День молодежи» в 2009 году. В отчете комитета, выводы которого были оглашены  в июле 2009 года, говорилось, что Моника Якоб Ридзи совершила растрату и злоупотребляла служебным положением, и требовала от прокуратуры предъявления ей обвинения. Когда через несколько дней министр подала в отставку, Алина Горгиу заявила, что довольна этим, но действовать нужно было раньше. Была одним из вице-председателей Палаты депутатов с сентября по декабрь 2012 года.
Переизбравшись в 2012 году вошла в состав судебного комитета. Кроме того, как член объединенного комитета, которому поручено пересмотреть конституцию, она выступала за то, чтобы в документе были закреплены открепительные удостоверения и шестнадцатилетний возраст для голосования. В 2013 году присоединилась к Парламентской ассамблее Совета Европы. Во второй половине 2014 года была пресс-секретарем Национальной либеральной партии. В декабре 2014 года председатель Национальной либеральной партии Клаус Йоханнис, ранее избранный президентом Румынии, вышел из партии до вступления в должность, как того требует конституция. Алина Горгиу была избрана новым председателем Национальной либеральной партии 47 голосами против 28, победив Людовика Орбана, таким образом, став самым молодым лидером партии и первой женщиной на этом посту. Помимо руководства Национальной либеральной партией, она вместе с Василе Благой также была сопредседателем обновленной Национальной либеральной партии, которая должна официально объединиться с Демократической либеральной партией в 2017 году. После поражения Национальной либеральной партии на выборах 2016 года Алина Горгиу покинула должность лидера партии. В то же время она выдвинулась в Сенат Румынии, получив место от жудеца Тимиш. После выборов 2020 года стала одним из вице-председателей.
Временно исполняла обязанности спикера Сената Румынии после отставки Флорина Кыцу 29 июня 2022 года до избрания нового спикера 13 июня 2023 года. Её сменил бывший премьер-министр Николае Чукэ.
15 июня 2023 года назначена министром юстиции Румынии в правительстве во главе с премьер-министром Марчелом Чолаку.

## Личная жизнь
В 2016 году Алина Горгиу тайно вышла замуж за банкира Люциана Изара, который некоторое время занимал должность младшего министра при Викторе Понте в 2012 году. У пары двое сыновей.